# Plusiodonta nummaria
Plusiodonta nummaria là một loài bướm đêm trong họ Noctuidae.